# Avagbodji
Avagbodji ist ein Arrondissement im Departement Ouémé im westafrikanischen Staat Benin. Es ist eine Verwaltungseinheit, die der Gerichtsbarkeit der Kommune Aguegues untersteht.

## Demografie und Verwaltung
Gemäß der Volkszählung 2013 des beninischen Statistikamtes INSAE hatte das Arrondissement 12.335 Einwohner, davon waren 6171 männlich und 6164 weiblich.
Von den 23 Dörfern und Quartieren der Kommune Aguegues entfallen sieben auf Avagbodji:
1. Akpadon
2. Be’mbè
3. Be’mbè Akpa
4. Djèkpé
5. Gbodjè
6. Goussa
7. Houinta